# Globo de Ouro de melhor atriz coadjuvante em televisão
Esta é uma lista com as vencedoras e indicadas/nomeadas do Globo de Ouro atribuído pela Associação de Imprensa Estrangeira de Hollywood na categoria de Melhor Atriz (coadjuvante/secundária) em televisão (oficialmente em inglês: Best Performance by an Actress in a Supporting Role in a Series, Mini-series or Motion Picture Made for Television).

## Vencedoras e nomeadas/indicadas
O ano refere-se ao de produção. O prémio é normalmente entregue no ano seguinte.

### Anos 1970
| 1970: Gail Fisher – Mannix - Sue Ane Langdon – Arnie - Miyoshi Umeki – The Courtship of Eddie's Father - Karen Valentine – Room 222 - Lesley Ann Warren – Mission: Impossible 1971: Sue Ane Langdon – Arnie - Amanda Blake – Gunsmoke - Gail Fisher – Mannix - Sally Struthers – All in the Family - Lily Tomlin – Rowan and Martin's Laugh-In 1972: Ruth Buzzi – Rowan and Martin's Laugh-In - Susan Dey – The Partridge Family - Vicki Lawrence – The Carol Burnett Show - Audra Lindley – Bridget Loves Bernie - Sally Struthers – All in the Family - Elena Verdugo – Marcus Welby, M.D. 1973: Ellen Corby – The Waltons - Gail Fisher – Mannix - Valerie Harper – The Mary Tyler Moore Show - Sally Struthers – All in the Family - Loretta Swit – M*A*S*H 1974: Betty Garrett – All in the Family - Ellen Corby – The Waltons - Julie Kavner – Rhoda - Vicki Lawrence – The Carol Burnett Show - Nancy Walker – McMillan & Wife | 1975: Hermione Baddeley – Maude - Susan Howard – Petrocelli - Julie Kavner – Rhoda - Nancy Walker – McMillan & Wife - Nancy Walker – Rhoda 1976: Josette Banzet – Rich Man, Poor Man - Adrienne Barbeau – Maude - Ellen Corby – The Waltons - Darleen Carr – Once an Eagle - Julie Kavner – Rhoda - Vicki Lawrence – The Carol Burnett Show - Anne Meara – Rhoda - Sally Struthers – All in the Family 1977: não atribuído 1978: Polly Holliday - Alice - Marilu Henner - Taxi - Julie Kavner - Rhoda - Linda Kelsey - Lou Grant - Audra Lindley - Three's Company - Nancy Walker - Rhoda 1979: Polly Holliday - Alice - Loni Anderson - WKRP in Cincinnati - Marilu Henner - Taxi - Beth Howland - Alice - Linda Kelsey - Lou Grant |

### Anos 1980
| 1980: Empate: Valerie Bertinelli - One Day at a Time e Diane Ladd - Alice - Marilu Henner - Taxi - Beth Howland - Alice - Linda Kelsey - Lou Grant 1981: Valerie Bertinelli - One Day at a Time - Danielle Brisebois - Archie Bunker's Place - Beth Howland - Alice - Marilu Henner - Taxi - Lauren Tewes - The Love Boat 1982: Shelley Long - Cheers - Valerie Bertinelli - One Day at a Time - Marilu Henner - Taxi - Beth Howland - Alice - Carol Kane - Taxi - Loretta Swit - M*A*S*H 1983: Barbara Stanwyck - The Thorn Birds - Polly Holliday - The Gift of Love: A Christmas Story - Angela Lansbury - The Gift of Love: A Christmas Story - Piper Laurie - The Thorn Birds - Jean Simmons - The Thorn Birds - Victoria Tennant - The Winds of War 1984: Faye Dunaway - Ellis Island - Selma Diamond - Night Court - Marla Gibbs - The Jeffersons - Gina Lollobrigida - Falcon Crest - Rhea Perlman - Cheers - Roxana Zal - Something About Amelia | 1985: Sylvia Sidney - An Early Frost - Lesley-Anne Down - North and South - Katherine Helmond - Who's the Boss? - Kate Reid - Death of a Salesman - Inga Swenson - Benson 1986: Olivia de Havilland - Anastasia: The Mystery of Anna - Justine Bateman - Family Ties - Piper Laurie - Promise - Lilli Palmer - Peter the Great - Geraldine Page - Nazi Hunter: The Beate Klarsfeld Story - Rhea Perlman - Cheers 1987: Claudette Colbert - The Two Mrs. Grenvilles - Allyce Beasley - Moonlighting - Julia Duffy - Newhart - Christine Lahti - Amerika - Rhea Perlman - Cheers 1988: Katherine Helmond - Who's the Boss? - Jackée Harry - 227 - Swoosie Kurtz - Baja Oklahoma - Rhea Perlman - Cheers - Susan Ruttan - L.A. Law 1989: Amy Madigan - Roe vs. Wade - Anjelica Huston - Lonesome Dove - Rhea Perlman - Cheers - Susan Ruttan - L.A. Law - Julie Sommars - Matlock |

### Anos 1990
| 1990: Piper Laurie – Twin Peaks - Sherilyn Fenn – Twin Peaks - Faith Ford – Murphy Brown - Marg Helgenberger – China Beach - Park Overall – Empty Nest 1991: Amanda Donohoe – L.A. Law - Sammi Davis – Homefront - Faith Ford – Murphy Brown - Estelle Getty – The Golden Girls - Park Overall – Empty Nest - Rhea Perlman – Cheers - Jean Stapleton – Fire in the Dark 1992: Joan Plowright – Stalin - Olympia Dukakis – Sinatra - Laurie Metcalf – Roseanne - Park Overall – Empty Nest - Amanda Plummer – Miss Rose White - Gena Rowlands – Crazy in Love 1993: Julia Louis-Dreyfus – Seinfeld - Ann-Margret – Queen: The Story of an American Family - Cynthia Gibb – Gypsy - Cecilia Peck – The Portrait - Theresa Saldana – The Commish 1994: Miranda Richardson – Fatherland - Sônia Braga – The Burning Season - Tyne Daly – Christy - Jane Leeves – Frasier - Laura Leighton – Melrose Place - Julia Louis-Dreyfus – Seinfeld - Laurie Metcalf – Roseanne - Leigh Taylor-Young – Picket Fences - Liz Torres – The John Larroquette Show | 1995: Shirley Knight – Indictment: The McMartin Trial - Christine Baranski – Cybill - Judy Davis – Serving in Silence: The Margarethe Cammermeyer Story - Melanie Griffith – Buffalo Girls - Lisa Kudrow – Friends como Phoebe Buffay - Julianna Margulies – ER 1996: Kathy Bates – The Late Shift - Christine Baranski – Cybill - Cher – If These Walls Could Talk - Kristen Johnston – 3rd Rock from the Sun - Greta Scacchi – Rasputin: Dark Servant of Destiny 1997: Angelina Jolie – George Wallace - Joely Fisher – Ellen - Della Reese – Touched by an Angel - Gloria Reuben – ER - Mare Winningham – George Wallace 1998: Faye Dunaway – Gia as Wilhelmina Cooper e Camryn Manheim – The Practice - Helena Bonham Carter – Merlin - Jane Krakowski – Ally McBeal - Wendie Malick – Just Shoot Me! - Susan Sullivan – Dharma & Greg como Kitty Montgomery 1999: Nancy Marchand – The Sopranos - Kathy Bates – Annie - Jacqueline Bisset – Joan of Arc - Kim Cattrall – Sex and the City como Samantha Jones - Melanie Griffith – RKO 281 - Cynthia Nixon – Sex and the City como Miranda Hobbes - Miranda Richardson – The Big Brass Ring |

### Anos 2000
| 2000: Vanessa Redgrave – If These Walls Could Talk 2 como Edith Tree - Kim Cattrall – Sex and the City como Samantha Jones - Faye Dunaway – Running Mates como Meg Gable - Allison Janney – The West Wing como C. J. Cregg - Megan Mullally – Will & Grace como Karen Walker - Cynthia Nixon – Sex and the City como Miranda Hobbes 2001: Rachel Griffiths – Six Feet Under como Brenda Chenowith - Jennifer Aniston – Friends como Rachel Green - Tammy Blanchard – Life with Judy Garland: Me and My Shadows como Judy Garland (menina) - Allison Janney – The West Wing como C. J. Cregg - Megan Mullally – Will & Grace como Karen Walker 2002: Kim Cattrall – Sex and the City como Samantha Jones - Megan Mullally – Will & Grace como Karen Walker - Cynthia Nixon – Sex and the City como Miranda Hobbes - Parker Posey – Hell on Heels: The Battle of Mary Kay como Jinger Heath - Gena Rowlands – Hysterical Blindness como Virginia Miller 2003: Mary-Louise Parker – Angels in America como Harper Pitt - Kim Cattrall – Sex and the City como Samantha Jones - Kristin Davis – Sex and the City como Charlotte York - Megan Mullally – Will & Grace como Karen Walker - Cynthia Nixon – Sex and the City como Miranda Hobbes 2004: Anjelica Huston – Iron Jawed Angels como Carrie Chapman Catt - Drea de Matteo – The Sopranos como Adriana La Cerva - Nicollette Sheridan – Desperate Housewives como Edie Britt - Charlize Theron – The Life and Death of Peter Sellers como Britt Ekland - Emily Watson – The Life and Death of Peter Sellers como Anne Howe | 2005: Sandra Oh – Grey's Anatomy como Cristina Yang - Candice Bergen – Boston Legal como Shirley Schmidt - Camryn Manheim – Elvis como Gladys Presley - Elizabeth Perkins – Weeds como Celia Hodes - Joanne Woodward – Empire Falls como Francine Whiting 2006: Emily Blunt – Gideon's Daughter como Natasha Warner - Toni Collette – Tsunami: The Aftermath como Kathy Graham - Katherine Heigl – Grey's Anatomy como Isobel "Izzie" Stevens - Sarah Paulson – Studio 60 on the Sunset Strip como Harriet Hayes - Elizabeth Perkins – Weeds como Celia Hodes 2007: Samantha Morton – Longford como Myra Hindley - Rose Byrne – Damages como Ellen Parsons - Rachel Griffiths – Brothers & Sisters como Sarah Whedon - Katherine Heigl – Grey's Anatomy como Isobel "Izzie" Stevens - Anna Paquin – Bury My Heart at Wounded Knee como Elaine Goodale - Jaime Pressly – My Name Is Earl como Joy Farrah Turner 2008: Laura Dern – Recount como Katherine Harris - Eileen Atkins – Cranford como Deborah Jenkyns - Melissa George – In Treatment como Laura - Rachel Griffiths – Brothers & Sisters como Sarah Whedon - Dianne Wiest – In Treatment como Gina 2009: Chloë Sevigny – Big Love como Nicki Grant - Jane Adams – Hung como Tanya Skagle - Rose Byrne – Damages como Ellen Parsons - Jane Lynch – Glee como Sue Sylvester - Janet McTeer – Into the Storm como Clementine Churchill |

### Anos 2010
| 2010: Jane Lynch – Glee como Sue Sylvester - Hope Davis – The Special Relationship como Hillary Clinton - Kelly Macdonald – Boardwalk Empire como Margaret Schroeder - Julia Stiles – Dexter como Lumen Pierce - Sofia Vergara – Modern Family como Gloria Delgado-Pritchett 2011: Jessica Lange – American Horror Story como Constance Langdon - Kelly Macdonald – Boardwalk Empire como Margaret Schroeder - Maggie Smith – Downton Abbey como Violet, Condessa de Grantham - Sofia Vergara – Modern Family como Gloria Delgado-Pritchett - Evan Rachel Wood – Mildred Pierce como Veda Pierce 2012: Maggie Smith – Downton Abbey como Violet Crawley - Hayden Panettiere - Nashville como Juliette Barnes - Archie Panjabi - The Good Wife como Kalinda Sharma - Sarah Paulson - Game Change como Nicolle Wallace - Sofía Vergara - Modern Family como Gloria Delgado-Pritchett 2013: Jacqueline Bisset - Dancing on the Edge como Lady Lavinia Cremone - Janet McTeer - The White Queen como Jacquetta, Lady Rivers - Hayden Panettiere - Nashville como Juliette Barnes - Monica Potter - Parenthood como Kristina Braverman - Sofía Vergara - Modern Family como Gloria Delgado-Pritchett 2014: Joanne Froggatt – Downton Abbey como Anna Bates - Uzo Aduba – Orange Is the New Black como Suzanne "Crazy Eyes" Warren - Kathy Bates – American Horror Story: Freak Show como Ethel Darling - Allison Janney – Mom como Bonnie Plunkett - Michelle Monaghan – True Detective como Maggie Hart | 2015: Maura Tierney – The Affair como Helen Solloway - Uzo Aduba – Orange is the New Black como Suzanne "Crazy Eyes" Warren - Joanne Froggatt – Downton Abbey como Anna Bates - Regina King – American Crime como Aliyah Shadeed - Judith Light – Transparent como Shelly Pfefferman 2016: Olivia Colman – The Night Manager como Angela Burr - Lena Headey – Game of Thrones como Cersei Lannister - Chrissy Metz – This Is Us como Kate Pearson - Mandy Moore – This Is Us como Rebecca Pearson - Thandiwe Newton – Westworld como Maeve Millay 2017: Laura Dern – Big Little Lies como Renata Klein - Michelle Pfeiffer – The Wizard of Lies como Ruth Madoff - Chrissy Metz – This Is Us como Kate Pearson - Ann Dowd – The Handmaid's Tale como Tia Lydia - Shailene Woodley – Big Little Lies como Jane Chapman 2018: Patricia Clarkson – Sharp Objects como Adora Crellin - Penélope Cruz – The Assassination of Gianni Versace como Donatella Versace - Thandiwe Newton – Westworld como Maeve Millay - Yvonne Strahovski – The Handmaid's Tale como Serena Joy Waterford - Alex Borstein – The Marvelous Mrs. Maisel como Susie Myerson 2019: Patricia Arquette – The Act como Dee Dee Blanchard - Helena Bonham Carter – The Crown como Princesa Margaret - Toni Collette – Unbelievable como Det. Grace Rasmussen - Meryl Streep – Big Little Lies como Mary Louise Wright - Emily Watson – Chernobyl como Ulana Khomyuk |

### Anos 2020
| 2020: Gillian Anderson – The Crown como Margaret Thatcher - Annie Murphy – Schitt's Creek como Alexis Rose - Cynthia Nixon – Ratched como Gwendolyn Briggs - Helena Bonham Carter – The Crown como Princesa Margaret - Julia Garner – Ozark como Ruth Langmore 2021: Sarah Snook – Succession como Siobhan "Shiv" Roy - Jennifer Coolidge – The White Lotus como Tanya McQuoid - Hannah Waddingham – Ted Lasso como Rebecca Welton - Andie MacDowell – Maid como Paula - Kaitlyn Dever – Dopesick como Betsy Mallum 2022: Julia Garner – Ozark como Ruth Langmore - Elizabeth Debicki – The Crown como Diana, Princesa de Gales - Sheryl Lee Ralph – Abbott Elementary como Barbara Howard - Hannah Einbinder – Hacks como Ava Daniels - Janelle James – Abbott Elementary como Ava Coleman 2023: Elizabeth Debicki – The Crown como Diana, Princesa de Gales - Abby Elliott – The Bear como Natalie "Sugar" Berzatto - Meryl Streep – Only Murders in the Building como Loretta Durkin - Christina Ricci – Yellowjackets como Misty Quigley - J. Smith-Cameron – Succession como Gerri Kellman - Hannah Waddingham – Ted Lasso como Rebecca Welton 2024: Jessica Gunning – Baby Reindeer como Martha Scott - Dakota Fanning – Ripley como Marge Sherwood - Allison Janney – The Diplomat como Vice-Presidente Grace Penn - Liza Colón-Zayas – The Bear como Tina Marrero - Hannah Einbinder – Hacks como Ava Daniels - Kali Reis – True Detective: Night Country como Evangeline Navarro |